# Teléfono público

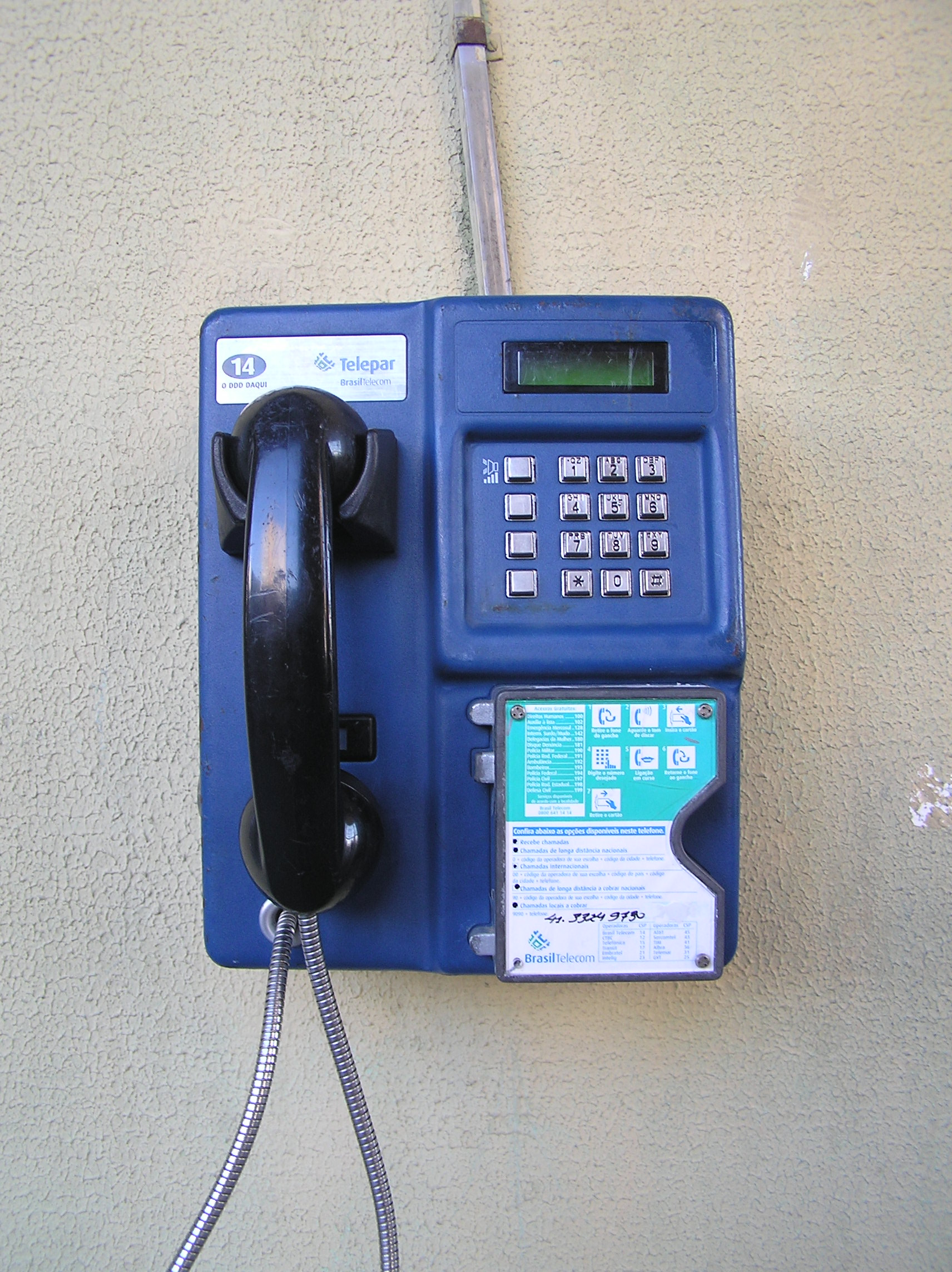
Teléfono público en Brasil.

Un teléfono público es un teléfono que funciona introduciendo monedas, fichas telefónicas, tarjetas telefónicas, tarjetas de crédito, tarjetas de débito, o bien cargando el coste de la llamada a la cuenta del destinatario (cobro revertido). Normalmente el precio de la llamada es más caro que el fijo de casa pero más bárato del teléfono móvil. Normalmente se encuentran ubicados en lugares públicos como intercambiadores de transporte, plazas o centros comerciales.
El inventor del teléfono de alcancía, para el pago, William Gray recibió la patente por su aparato el 13 de agosto de 1889. Lo instaló por primera vez en un banco en Hartford, Connecticut. Fundó una exitosa empresa, Gray Telephone Pay Station Company, para comercializar su invento.  
Con el aumento exponencial de la telefonía móvil a partir de la segunda mitad de los años 1990, que aportan tarifas atractivas y mayor comodidad para los usuarios, los teléfonos públicos cada vez son menos utilizados. Eso hace que junto a los actos de vandalismo que en ocasiones sufren, su manutención resulte cara para las compañías de telecomunicaciones.
Generalmente no se puede devolver la llamada al teléfono público, aunque en pueblos pequeños y con problemas de comunicación, suele ser habitual que si puedan recibirlas.
Unos ejemplos de empresas que cuentan con estos son el Instituto Costarricense de Electricidad de Costa Rica, Bell en Canadá, COPACO en Paraguay y Barafón en México.

## Cabina telefónica
Una cabina telefónica es una pequeña estructura que en su interior contiene un teléfono público. El diseño más conocido de las cabinas telefónicas son las rojas usadas en varias ciudades del mundo. Están hechas para que el usuario de estas no se moje cuando hay lluvia y también para respetar la privacidad de quien las usa. Son frecuentemente vandalizadas ya que se encuentran principalmente en lugares públicos.
Las cabinas públicas se encuentran en vías de desaparición por falta de rentabilidad a pesar de estar consideradas servicio universal en Derecho europeo. en algunas localidades de Latinoamérica y en España, utiliza este servicio para las comunidades más lejanas.